# 天祖神社 (江戸川区東葛西)
天祖神社（てんそじんじゃ）は東京都江戸川区の神社。

## 歴史
1649年（慶安2年）に創建された。かつては「神明社」と称しており、昇覚寺が旧別当寺であった。宇喜田村中割の鎮守であった。1872年（明治5年）に「天祖神社」に改称した。
1989年（平成元年）、区画整理に伴い東葛西9丁目5番地から現在地に移転した。
境内には、「中割の富士塚」と呼ばれる富士塚がある。昭和初期に富士講「丸葛西講中」によって築造されたもので、平成の神社移転時に一緒に移転した。

## 交通アクセス
- 葛西駅より徒歩15分。